# Ugandatrichia cathyae
Ugandatrichia cathyae är en nattsländeart som beskrevs av Wells 1991. Ugandatrichia cathyae ingår i släktet Ugandatrichia och familjen smånattsländor. Inga underarter finns listade i Catalogue of Life.